# Ole Erevik
Ole Erevik (født 9. januar 1981 i Stavanger) er en tidligere norsk håndboldmålmand. Han var senest målmand for den danske klub GOG og i en lang årrække for det norske landshold.
Han debuterede i Eliteserien for klubben Stavanger Håndball. I 2003 blev han professionel i udlandet for den spanske klub Ademar León, hvor han var med til at vinde Cup Winners' Cup i 2005. Han havde problemer med at spille sig til en fast plads på holdet, og skiftede i 2005 til ligakonkurrentene Bidasoa Irún, der dog rykkede ned i 2007. Derefter skiftede han til den tyske klub Sportclub Magdeburg. I 2008 skiftede han til KIF Kolding, med hvem ham blev danmarksmester i sæsonen 2008/2009. Han har siden været i blandt andet Aalborg Håndbold og franske Pays d’Aix UC, inden han i sommeren 2017 skiftede til GOG.
Ole Erevik spillede på landsholdet i perioden 2001-2017 og deltog i elleve  slutrunder, heriblandt VM 2005, VM 2007, EM 2008, VM 2009 samt VM 2017 - ved sidstnævnte mesterskab var han med til at sikre Norge sin første VM-medalje for mænd, da holdet sikrede sig sølvmedalje, og det var efter denne oplevelse, at han sluttede sin landsholdskarriere. På landsholdet var han i en længere periode reservemålmand for Steinar Ege.
Erevik er sidenhen blevet håndboldekspert på norske TV3Sport.